# Guernica (Picasso)
Guernica je slika Pabla Picassa iz 1937. god., inspirirana događajem iz Španjolskog građanskog rata (1936. – 1939.); remek-djelo koje je izlagano širom svijeta, postajući poznata i široko prihvaćena kao vječan podsjetnik ratnih tragedija, antiratni simbol i oličenje mira. 

## Povijest
U travnju 1937. god. Francovi nacistički saveznici (njemački luftwafe) izveli su katastrofalno nasumično bombardiranje gradića Guernike u kojem su stradali samo nedužni civili. U protestu protiv ovog neljudskog čina Picasso je naslikao "Guernicu". 
Slika je izrađena za veliku svjetsku izložbu u Parizu 1937. god., na kojoj su dominirala alegorijska djela nacističke i sovjetske propagande, i bila je jedino djelo koje odudaralo od ovih soc-realističnih djela.
Picasso je odbijao smjestiti ovu sliku u Španjolskoj sve dok se u njoj ponovno ne uspostavi demokratska vladavina, pa je slika tako 19 godina putovala svijetom te postala "platno o kojem se najviše govorilo", neprestano izazivajući debate o političkim namjerama, kulturnom značenju i estetskim vrijednostima. Naposljetku je 1958. god. posuđena Muzeju moderne umjetnosti u New Yorku. Tek 1981. god., nakon svrgavanja fašističke uprave, slika je izložena u Madridu gdje se nalazi i danas.

## Odlike
U ovoj monumentalnoj slici Picasso je kombinirao odlike analitičkog i sintetičkog kubizma s nekoliko tradicionalnih motiva koji su posloženi na novi, nadrealistički, način. Naočigled nepovezani motivi su ujedinjeni zajedničkim izobličenjima i snagom poruke. Kubistički geometrijski oblici i oštri kutovi prevladavaju na slici. Picassova odlika da geometrijski pojednostavi likove je ovdje u ulozi fizičkih ratnih rana. Oči su zavrnute i buljave, uši i nosevi su blago izmješteni, jezici su oblikovani kao noževi, a dlanovi i stopala su odrezani. Svaki dio ljudskog tijela je podložen napadu i sakaćenju.
Kompozicija je u ulozi političke poruke slike, snažnog protesta protiv okrutnosti rata i tiranije. U skladu s temom smrti i umiranja, slika je skoro lišena boja i sastoji se samo od nekoliko sivih tonova. Odsutnost boja naglašava novinarsku (novinsku) kvalitetu slike u želji da podsjeti kako je vijest o bombardiranju sablaznila cijeli svijet.
Guernica je podijeljena na tri kompozicijska dijela, čime podsjeća na narativne kompozicije poliptiha iz srednjeg vijeka i renesanse. Likovi se nalaze u središnjem trokutu, te u dva krnja kvadrata s obje njegove strane. Osnova trokuta se proteže od ispružene ruke izobličenog i obezglavljenog vojnika s lijeve strane do stopala žene u bijegu na desnoj strani. Umirući konj predstavlja smrt civilizacije, no nada za spas postoji u ispruženoj ruci s lampom koju nosi djevojka (simbol slobode). Još jedan simbol nade, kao i pobjede razuma, javlja se u motivu koji je nastao spajanjem oka i svjetlosnih zraka iz žarulje, a nalazi se iznad konjske glave.
Na desnoj strani poza pokošene djevojke podsjeća na Kristovo raspeće, dok je žena s djetetom na lijevoj strani u pozi Piete (Oplakivanje Krista). U sjeni, iza žene, izviruje sablasni lik Minotaura, čudovišnog tiranina iz drevne Krete, čije su ljudske osobine plošne oči i lice. Za Picassa, Minotaur je postao simbolom moderne tiranije koju je utjelovljavao diktator Francisco Franco, te njegovi bliski suradnici Adolf Hitler i Benito Mussolini.

## Utjecaj
Po završetku, Guernica postala simbolom napredne, socijalno-politički nadahnute umjetnosti. Izravna i živopisna u svom izričaju, avangardnog duha, predstavljala je antitezu vladajućim konzervativnim stilovima političke umjetnosti koji su vladali u fašističkim i komunističkim državama.
Slika je primjer Picassova uvjerenja kako je slikarima povjerena povijesna zadaća da pripomognu oblikovati demokratsku građansku svijest i slijedili su je i brojni drugi umjetnici kao Renato Guttuso, Armando Pizzinato i dr.
Ispred ulaza u Vijeće sigurnosti UN-a u zgradi UN-a u New Yorku se nalazi tapiserija koja je reprodukcija Guernice. Snaga poruke koju nosi došla je ponovno do izražaja u nedavnim događajima. Naime, kad se američki državni tajnik Colin Powell pojavio pred ujedinjenim narodima 5. veljače 2005. god. kako bi iznio da Irak ne udovoljava zahtjevima UN-a o razoružanju, te da je prijetnja, prekrivena je Guernica u njegovoj pozadini.  U UN-u su to objasnili time da je plava zavjesa bolja pozadina za kamere koje su snimale konferencije za novinare i govore, no mnogi su bili uvjereni da su Amerikanci izvršili pritisak na UN da prekrije tapiseriju dok Powell najavljuje agresiju na Irak. Među kritičarima tog čina pisalo je da ako bude rata u Iraku, prva žrtva je već pala – umjetnost.